# (1257) Móra
(1257) Móra es el asteroide número 1257 situado en el cinturón principal. Fue descubierto por el astrónomo Karl Wilhelm Reinmuth desde el observatorio de Heidelberg, el 8 de agosto de 1932. Su designación alternativa es 1932 PE. Está nombrado en honor del astrónomo húngaro Károly Móra (1899-1938).